# Mecynorhina savagei
Espèce
Mecynorhina savagei est une espèce de coléoptères de la famille des Scarabaeidae.

## Répartition
Cette espèce vit aux alentours du golfe de Guinée.

## Description
Ce coléoptère, qui a une taille de 3,5 cm à 7,5 cm,, a un thorax vert, avec des élytres noires rayées de jaune.

### Alimentation
L'adulte se nourrit de fruits et de sève.

## Systématique
Le nom valide complet (avec auteur) de ce taxon est Mecynorhina savagei Harris, 1844,.

## Étymologie
Son épithète spécifique, savagei, lui a été donnée en l'honneur du missionnaire et naturaliste américain Thomas Staughton Savage (1804-1880) qui a donné à l'auteur plusieurs mâles et femelles de cette espèce en lui demandant d'en faire la description.

## Publication originale
- (en) Thaddeus William Harris, « Description of an African Beetle, allied to Scarabaeus polyphemus, with remarks upon some other insects of the same group », Boston Journal of Natural History, Boston, vol. 4, no 4,‎ janvier 1844, p. 397-405 (ISSN 0271-5716, lire en ligne, consulté le 2 août 2023).